# 아와타치바나역
아와타치바나역(일본어: 阿波橘駅 あわたちばなえき[*])은 일본 도쿠시마현 아난시에 위치한 시코쿠 여객철도 무기 선의 철도역이다. 역 번호는 M14이며, 단선 승강장 1면 1선의 구조를 갖춘 지상역이다.

## 이용 현황
| 연도     | 이용 인원 | 연도     | 이용 인원 |
| 1995년도 | 184       | 2003년도 | 114       |
| 1996년도 | 189       | 2004년도 | 105       |
| 1997년도 | 185       | 2005년도 | 103       |
| 1998년도 | 173       | 2006년도 | 100       |
| 1999년도 | 157       | 2007년도 | 97        |
| 2000년도 | 148       | 2008년도 | 104       |
| 2001년도 | 155       | 2009년도 | 108       |
| 2002년도 | 139       | 2010년도 | 106       |
| -------- | --------- | -------- | --------- |

## 역 주변
- 시코쿠 전력 아난 발전소
- 덴겐 개발 다치바나 만 화력 발전소

## 역사
- 1936년 3월 27일 : 개업.
- 1987년 4월 1일 : 일본국유철도 분할 민영화에 의해, 시코쿠 여객철도가 승계.
- 2009년 3월 14일 : 승강장 개량 공사가 완성해, 보통 열차가 전부 정차하게 된다. 거기까지는 구와노 역 발착의 1회 왕복 통과하고 있다.
- 2011년 3월 12일 : 특급 '무로토'가 1회 왕복 임시 정차하게 된다.

## 인접 역
| 시코쿠 여객철도 무기 선       | 시코쿠 여객철도 무기 선 | 시코쿠 여객철도 무기 선 |
| ----------------------------- | ----------------------- | ----------------------- |
| M 12 아난 도쿠시마 방면       | 특급 '무로토' (일부)    | 구와노 M 15 가이후 방면 |
| M 13 미노바야시 도쿠시마 방면 | 보통                    | 구와노 M 15 가이후 방면 |